# سيزار واشنطن ألفيس بورتيلا
سيزار واشنطن ألفيس بورتيلا (16 نوفمبر 1986 في البرازيل – )؛ هو لاعب كرة قدم كان يلعب كلاعب وسط.

## وصلات خارجية
- سيزار واشنطن ألفيس بورتيلا على موقع رابطة كرة القدم اليابانية للمحترفين (اليابانية)
- سيزار واشنطن ألفيس بورتيلا على موقع قاعدة بيانات كرة القدم.إي يو (الإنجليزية)
- سيزار واشنطن ألفيس بورتيلا على موقع Soccerbase.com (لاعب) (الإنجليزية)
- سيزار واشنطن ألفيس بورتيلا على موقع Soccerway.com (الإنجليزية)
- سيزار واشنطن ألفيس بورتيلا على موقع عالم كرة القدم.نت (الإنجليزية)